# ميتا علم
ميتا-علم (المعروف أيضًا باسم ميتا-بحث) هو استخدام المنهج العلمي لدراسة العلوم نفسها. تسعى الميتا-علم إلى زيادة جودة البحث العلمي مع تقليل الفاقد. تُعرف أيضًا باسم البحث في البحث وعلم العلم، إذ تستخدم طرق البحث لدراسة كيفية إجراء البحث وأين يمكن إجراء التحسينات. تهتم الميتا-علم بجميع مجالات البحث وقد وُصفت بأنها نظرة عامة على العلم. على حد تعبير جون إيوانيديس «العلم هو أفضل شيء حدث للبشر ... لكن يمكننا القيام به بشكل أفضل».
في عام 1966، فحصت ورقة ميتا-بحثية مبكرة الطرق الإحصائية لـ 295 ورقة منشورة في عشر مجلات طبية رفيعة المستوى: «ووجدت أنه فيما يقرب من 73% من التقارير التي فحصتها الورقة... استُخلصت النتائج عندما كان تبرير هذه الاستنتاجات غير صحيح». وجد الميتا-بحث في العقود التالية العديد من العيوب المنهجية وعدم الكفاءة والممارسات السيئة في البحث عبر العديد من المجالات العلمية. لا يمكن إعادة إنتاج العديد من الدراسات العلمية، خاصة في الطب والعلوم اللينة. صيغ مصطلح «أزمة التكرار» في أوائل عام 2010 كجزء من الوعي المتزايد بالمشكلة.
نُفذت تدابير لمعالجة القضايا التي كشف عنها الميتا-علم. تشمل هذه التدابير التسجيل المسبق للدراسات العلمية والتجارب السريرية بالإضافة إلى تأسيس منظمات مثل كونسورت وشبكة إيكواتور التي تصدر إرشادات للمنهجية وإعداد التقارير. هناك جهود متواصلة لتقليل إساءة استخدام الإحصائيات، وللتخلص من الحوافز الضارة من الأوساط الأكاديمية، ولتحسين عملية مراجعة الأقران، ولمكافحة التحيز في الأدبيات العلمية، ولزيادة الجودة الشاملة للعملية العلمية وكفاءتها.

## التاريخ
في عام 1966، فحصت ورقة بحثية مبكرة الطرق الإحصائية لـ 295 ورقة منشورة في عشر مجلات طبية رفيعة المستوى. ووجدت أنه «فيما يقرب من 73% من التقارير التي فصحتها الورقة... استُخلصت النتائج عندما كان تبرير هذه الاستنتاجات غير صحيح». في عام 2005، نشر جون إيوانيديس ورقة بعنوان «لماذا معظم نتائج البحث المنشورة خاطئة»، والتي جادل فيها بأن غالبية الأوراق في المجال الطبي تنتج استنتاجات خاطئة. أصبحت الورقة الأكثر تحميلًا في المكتبة العامة للعلوم وتعتبر أساسية في مجال الميتا-علم. في دراسة ذات صلة مع جيريمي هاويك وديسبينا كوليتسي، أظهر إيوانيديس أن أقلية فقط من التدخلات الطبية تُدعم بأدلة عالية الجودة وفقًا لنهج تصنيف التوصيات وتطويرها وتقييمها (GRADE). حدد الميتا-بحث في وقت لاحق صعوبة واسعة النطاق في تكرار النتائج في العديد من المجالات العلمية، بما في ذلك علم النفس والطب. هذه المشكلة سميت «أزمة التكرار». نمت الميتا-علم كرد فعل لأزمة النسخ والمخاوف بشأن الهدر في البحث.
يهتم العديد من الناشرين البارزين بالميتا-بحث وتحسين جودة منشوراتهم. تقدم المجلات الكبرى مثل ساينس وذا لانسيت وناتشر تغطية مستمرة للميتا-بحث ومشكلات النسخ. في عام 2012 أطلقت PLOS ONE مبادرة إعادة التكرار. في عام 2015، قدم مركز بايوميد قائمة مرجعية للحد الأدنى من معايير الإبلاغ ليصبح أربعة عناوين.
كان المؤتمر الدولي الأول في المجال الواسع للميتا-بحث هو مؤتمر Research Waste / EQUATOR الذي عقد في إدنبرة في عام 2015؛ كان أول مؤتمر دولي حول مراجعة الأقران هو مؤتمر استعراض الأقران الذي عُقد في عام 1989. وفي عام 2016، أطلِقت «نزاهة البحث ومراجعة الأقران». دعت افتتاحية المجلة إلى «البحث الذي سيزيد من فهمنا ويقترح حلولاً محتملة للقضايا المتعلقة بمراجعة الأقران، وتقارير الدراسة، وأخلاقيات البحث والنشر».

## مجالات الميتا-بحث
يمكن تصنيف الميتا-علم إلى خمس مجالات رئيسية للاهتمام: الطرق، وإعداد التقارير، والنسخ، والتقييم، والحوافز. تتوافق هذه المجالات، على التوالي، مع كيفية إجراء البحث والتواصل والتحقق منه وتقييمه ومكافأته.

### الطرق
يسعى الميتا-علم إلى تحديد ممارسات البحث السيئة، بما في ذلك التحيز في البحث، وتصميم الدراسة السيئ، وإساءة استخدام الإحصائيات، وإيجاد طرق للحد من هذه الممارسات. حدد الميتا-بحث العديد من التحيزات في الأدبيات العلمية. وتجدر الإشارة بشكل خاص إلى إساءة استخدام القيم p وإساءة استخدام الدلالة الإحصائية.

### إعداد التقارير
حدد الميتا-بحث الممارسات السيئة في إعداد التقارير وشرحها ونشرها وتعميمها، لا سيما في مجال العلوم الاجتماعية والصحية. ضعف التقارير يجعل من الصعب تفسير نتائج الدراسات العلمية بدقة، وتكرار الدراسات، وتحديد التحيزات وتضارب المصالح لدى المؤلفين. تشمل الحلول تنفيذ معايير الإبلاغ، وشفافية أكبر في الدراسات العلمية (بما في ذلك متطلبات أفضل للكشف عن تضارب المصالح). هناك محاولة لتوحيد الإبلاغ عن البيانات والمنهجية من خلال إنشاء مبادئ توجيهية من قبل وكالات الإبلاغ مثل كونسورت وشبكة إيكواتور الأكبر.

### النسخ
أزمة التكرار هي أزمة منهجية مستمرة إذ وُجد أن العديد من الدراسات العلمية يصعب أو يستحيل تكرارها. في حين أن جذور الأزمة تكمن في الميتا-بحث من منتصف إلى أواخر القرن العشرين، فإن عبارة أزمة التكرار لم تُصاغ حتى أوائل عام 2010 كجزء من الوعي المتزايد بالمشكلة. تؤثر أزمة التكرار بشكل خاص على علم النفس (خاصة علم النفس الاجتماعي) والطب. يعد التكرار جزءًا أساسيًا من العملية العلمية، ويؤدي الفشل الواسع النطاق للنسخ المتماثل إلى التشكيك في موثوقية الحقول المتأثرة.
علاوة على ذلك، يعتبر تكرار البحث (أو الفشل في التكرار) أقل تأثيرًا من البحث الأصلي، ويقل احتمال نشره في العديد من المجالات. هذا لا يشجع على الإبلاغ عن الدراسات، وحتى محاولات تكرارها.

### التقييم والحوافز
يسعى الميتا-علم إلى إنشاء أساس علمي لمراجعة الأقران. يقيّم الميتا-بحث أنظمة مراجعة الأقران بما في ذلك مراجعة الأقران قبل النشر، ومراجعة الأقران بعد النشر، ومراجعة الأقران المفتوحة. كما يسعى إلى تطوير معايير أفضل لتمويل الأبحاث.
يسعى الميتا-علم إلى تعزيز البحث الأفضل من خلال أنظمة حوافز أفضل. يتضمن ذلك دراسة دقة وفعالية وتكاليف وفوائد المناهج المختلفة لتصنيف وتقييم البحث وأولئك الذين يقومون به. يجادل النقاد بأن الحوافز الضارة خلقت بيئة للنشر أو الهلاك في الأوساط الأكاديمية التي تعزز إنتاج العلوم غير المرغوب فيها، والبحوث منخفضة الجودة، والإيجابيات الكاذبة. وفقًا لبريان نوسيك، «المشكلة التي نواجهها هي أن نظام الحوافز يركز بالكامل تقريبًا على نشر الأبحاث، بدلاً من إجراء البحوث بشكل صحيح». يسعى أنصار الإصلاح إلى هيكلة نظام الحوافز لصالح نتائج عالية الجودة.
اقترحت إحدى الدراسات معيارًا قابلاً للقراءة آليًا لأنظمة إدارة النشر العلمي يركز على المساهمة (من ساهم وما هو مقدار ذلك)، بدلاً من استخدام المفهوم التقليدي للتأليف (الذي شارك بأي شكل من الأشكال في إنشاء منشور).
يمكن أن تؤثر العوامل الأخرى بخلاف مزايا التقديم بشكل كبير على تقييمات المراجعين الأقران. ومع ذلك، قد تكون هذه العوامل مهمة أيضًا مثل استخدام سجلات التتبع حول صحة المنشورات السابقة للباحثين ومواءمتها مع المصالح العامة. ومع ذلك، فإن أنظمة التقييم -بما في ذلك أنظمة مراجعة الأقران- قد تفتقر إلى حد كبير إلى الآليات والمعايير الموجهة أو ذات الأداء الجيد الموجهة نحو الجدارة، والأثر الإيجابي في العالم الحقيقي، والتقدم والفائدة العامة بدلاً من المؤشرات التحليلية مثل عدد الاستشهادات أو القياس البديل حتى عندما يمكن استخدام هذا كمؤشرات جزئية لهذه الغايات.